# 金明柱

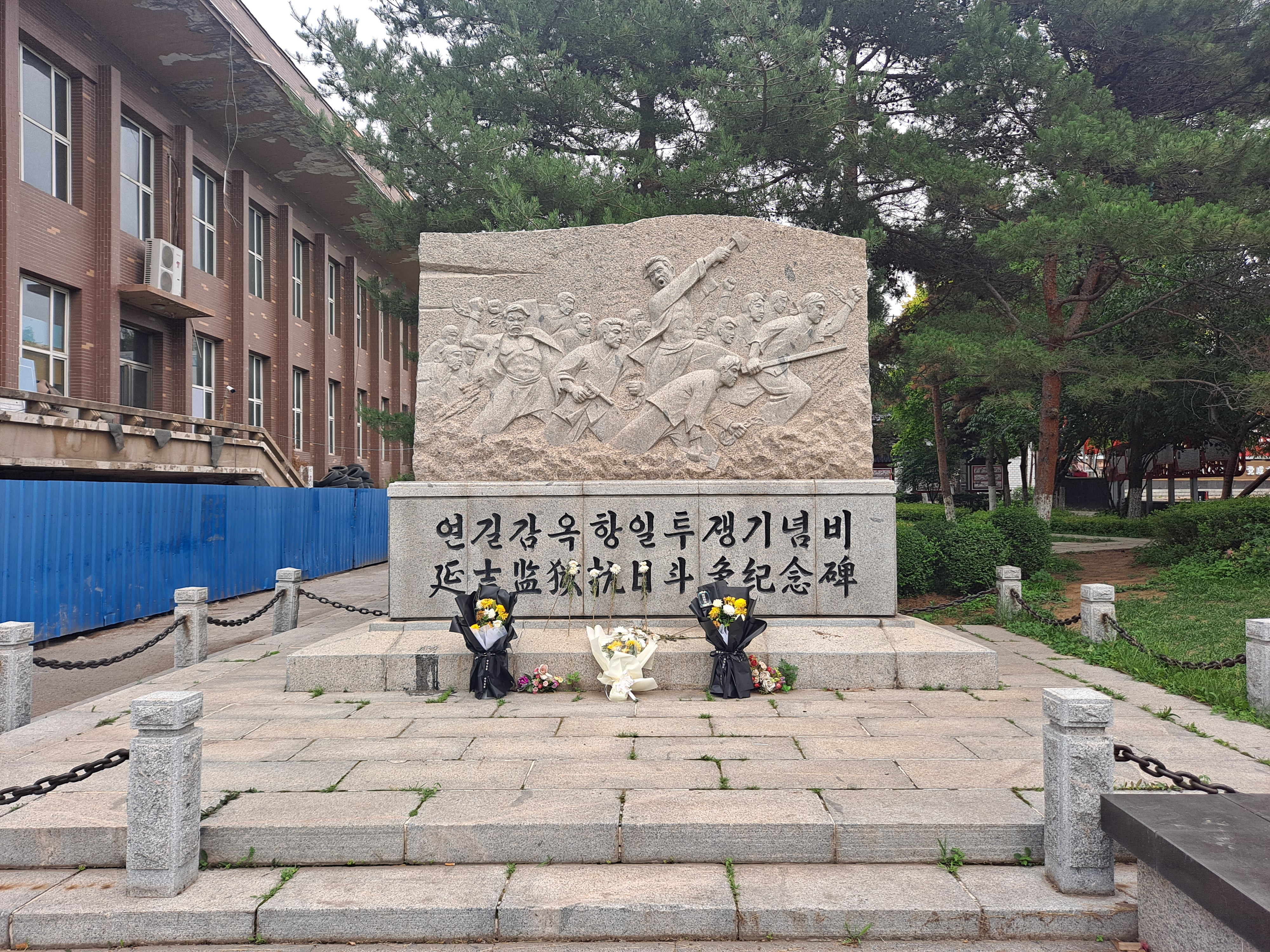
延吉监狱抗日斗争纪念碑

金明柱（1912年10月30日—1969年8月16日），曾用名金明珠、金京万、金京洙等，朝鲜族，生于朝鲜咸镜北道明川郡。中华人民共和国政治人物。

## 生平

### 中华民国时期
金明柱幼年时随同父母迁居吉林省延吉县锡鳞区，因家庭贫苦，金白天帮助父母干农活，晚上参加夜校学习。1930年5月，金明柱在延吉县茶条沟丰兴洞加入农民协会，参加了减租减息、守卫和撒传单等反抗活动，其后不久加入共青团。同年，金在地主刘德发家放火烧毁房屋和粮食垛而被政府保安队逮捕，以“危害民国”罪名判刑六年，被关押于廷吉监狱。
1931年初，中共延吉监狱委员会在延吉监狱内秘密成立。历经了四年间两次越狱失败后，终于在1935年6月7日，由金明柱为首的被押人员们趁日军管理人员举办运动会时越狱成功。此次越狱活动是抗战时期东北地区唯一成功的越狱斗争事件，在当时的中国东北地区产生了巨大影响，被认为极大地鼓舞了人民的抗日斗志和胜利信心。在这次越狱行动中，金明柱以总指挥之身份组织了17人的敢死队。五月初六下午3点，敢死队员闻信号而行动。越狱者首先制服了一名看守并捆绑之，然后利用木工厂的工具除去自己的镣铐，并用斧头砍死了一名日本执勤官员。接着敢死队员佯作向仓库搬运木制品，走向牢门，借机杀死了毫无准备的岗哨。之后越狱者冲进看守室，杀死数名正在喝酒的看守，抢夺了50多支步枪和数十枚手榴弹，囚犯们获得武器后立即向监狱大门冲去，此时金明柱还返回牢房，用斧头一连砸开几十个牢门，放出了其他囚犯。恰逢此时天降大雨，越狱者冒着日本军守备队岗楼中的机枪火力压制，在暴雨的掩护下，大部分冲出监狱，其后兵分两路逃离。在以后的几天内，越狱队伍冲破了日本军和满洲国国军的围追堵截，历经三次激战，金明柱虽然多处受伤，但仍然成功带领越狱者到达了安图车厂子抗日根据地。几天后，金所属人员与李泰根带领的另一路越狱囚犯汇合，共计40余人。这是抗日战争中，满洲国境内唯一一次成功的由共产党领导的越狱行动，在东北地区产生了巨大影响。后来，他参加东北人民革命军第二军（后改编为抗联一路军）曾任班长、排长等职，活动在漾江、抚松、和龙等地，曾先后七次负过伤。
1937年7月7日，金在抚松北岗加入中国共产党。1940年9月，随同抗联人员，作为第二方面军先遣队进入苏联，先后在伊曼、岩杵河等地接受苏联训练。1941年8月，金多次越境到乌苏里江对岸的虎头、珲春边境张鼓峰、板石、汪清火烧堡等地侦察日本军和满洲国国军的军事情报，同年秋返回苏联。1941年夏，苏军第二次派金明柱等人到延吉县茶条沟一带搜集情报时，因联络员金寿凤被捕，行动无法继续，同年6月下旬带金寿凤之子金永哲等七名返回苏联。由于金出色完成任务，苏军本部给他颁发名誉奖状。1945年8月从苏联返回中国境内，曾任吉东军区警备队连长、第十纵队三十师营长、独立四师师部作战参谋等职。

### 中华人民共和国时期
1949年3月至1950年3月，任延边专员公署武装科副科长；1950年3月至1952年5月，担任企业科科长。1954年12月至1955年12月，担任民政处副处长。1966年5月至1967年1月，兼任廷边朝鲜族自治州民政处书记；1966年5月至1967年1月，改任视察室视察员。文化大革命中，深受迫害，1969年8月16日于延吉市不幸逝世，终年57岁。